# 발광멸과
발광멸과(Halosauridae)는 밑보리멸목에 속하는 조기어류과의 하나이다. "할로사우르"로도 불린다. 저생어류로 심해성 오징어를 먹으며, 길이가 2m나 된다. 주둥이가 뾰족하고 몸통이 꼬리에 가까워 질수록 가늘어진다. 심해에 산다. 한국에는 발광멸(Halosaurus affinis) 한 종 만이 알려져 있다.

## 하위 속
- Aldrovandia
- Halosauropsis
- 발광멸속 (Halosaurus)
- † Laytonia
- † Echidnocephalus